# 剛果民主共和國簽證政策
刚果民主共和国的访客必须从刚果民主共和国的一个驻外机构处获得签证，除非他们来自免签国家，可获得落地签的国家或者是来自一个没有民主刚果大使馆的国家的访客可以获得7日落地签（可在入境后延长）。近年来，可以通过维龙加国家公园（位于东部边境）申请旅游签证。 
申请签证的访客需要提交民主刚果境内个人或组织的合法邀请函。游客可使用酒店预订确认函申请。 

## 签证政策地图

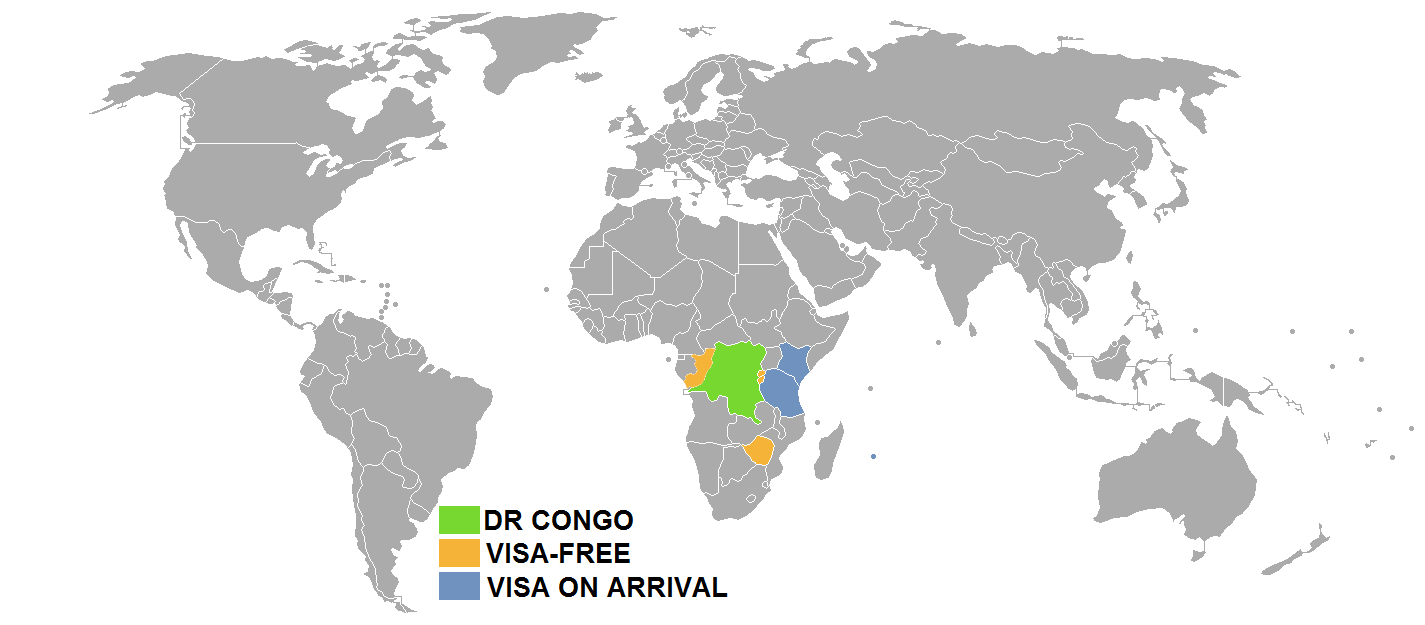
民主刚果签证政策

## 免签

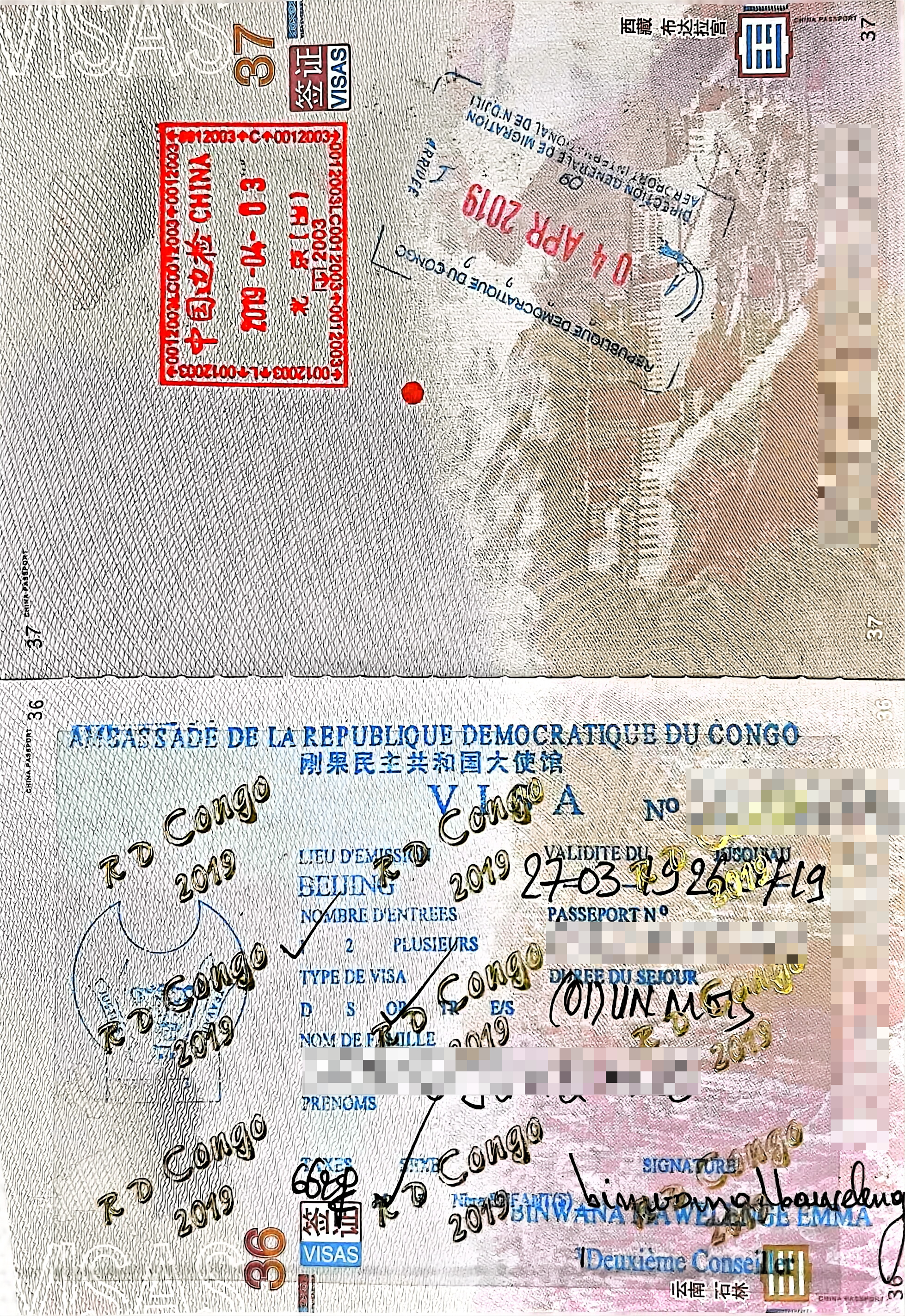
刚果民主共和国驻华大使馆于2019年签发在中国护照上的签证

以下4个国家的公民可以在没有签证的情况下访问刚果民主共和国最长90天：
| - 刚果共和国 - 卢旺达 - 辛巴威 |

安哥拉（在任）、伊朗和南非的外交或公务护照持有人不需要提供签证。
2018年11月与阿联酋签署的免签协议尚未生效。

## 落地签
以下3个国家的公民可以在抵达时获得落地签，有效期最长为7天：
| - 模里西斯 - 坦桑尼亚 |

来自没有刚果民主共和国大使馆的国家的其他访客可以申请签证确认函。申请信通过电子邮件发送给移民局，其中附有申请人和邀请人/组织的护照复印件。确认涵将发送给申请人，用以在抵达时获得落地签，有效期为7天，并可在入境后延期。

## 维龙加国家公园
随着维龙加国家公园旅游业的稳步发展，政府已经联合起来，让公园成为签证进程的推动者。当地旅游业者也作为推动者。